# Элвин и бурундуки: Грандиозное бурундуключение
«Э́лвин и бурундуки́: Грандио́зное бурундуключе́ние» (англ. Alvin and the Chipmunks: The Road Chip) — американский музыкальный комедийный фильм 2015 года, снятый Уолтом Беккером по сценарию Рэнди Майем Сингер и Адама Штыкеля, основанный на персонажах «Элвин и бурундуки», созданных Россом Багдасаряном-старшим. Это четвёртая и последняя часть серии игровых фильмов «Элвин и бурундуки» и продолжение фильма 2011 года «Элвин и бурундуки 3».
В фильме снимались Джейсон Ли, Тони Хейл, Кимберли Уильямс-Пейсли и Джош Грин. Джастин Лонг, Мэттью Грей Габлер и Джесси Маккартни вновь исполняют свои роли Бурундуков, а Кейли Куоко, Анна Фэрис и Кристина Эпплгейт — бурушдушек. Куоко заменила Эми Полер в роли голоса Элеоноры в фильме. В центре сюжета бурундуки (Элвин, Саймон и Теодор), которые направляются в Майами, полагая, что Дэйв сделает предложение своей девушке Саманте, у которой есть сын, который издевается над бурундуками. По пути они попадают в неудачные обстоятельства, например, попадают в список запрещенных для полетов.
«Элвин и бурундуки: Грандиозное бурундуключение» был выпущен в США 18 декабря 2015 года компанией 20th Century Fox. Как и его предшественники, фильм получил в целом негативные отзывы критиков. Он собрал более 234 миллионов долларов по всему миру при бюджете в 90 миллионов долларов, что сделало его наименее прибыльной работой в киносерии.

## Сюжет
Бурундуки устраивают классную тусовку на день рождения Дэйва без его ведома, из-за чего последний сильно злится. Тем временем у Дэйва появляется новая любовь — Саманта. На следующий день после вечеринки, ребята в гольф-парке готовятся впервые встретиться с Самантой, но незадолго до этого они сталкиваются с парнем, который испортил им игру. Встретившись с Самантой, бурундуки понимают, насколько плохи дела, потому что обидчик — сын Саманты, Майлз. День с Майлзом проходит ужасно — у Саймона на голове побывала сладкая вата, Элвина хорошим пинком отправили в воду, а Теодора вообще продали за 20 баксов. Дома вечером бурундуки замечают, что в одном из пакетов лежит обручальное кольцо. Тогда же Дэйв сообщает, что повезёт Саманту с собой в Майами. Ночью ребята крадут пакет с кольцом из сейфа, но как выясняется утром, неудачно (в пакете уже ничего не было — кольцо было упаковано).
Майлз остаётся жить с бурундуками на время отъезда своей мамы. Он узнаёт о помолвке и будущие братья отправляются на самолёт, везя Саймона и Элвина без билета, а Теодора в багажном отделении. По вине Теодора в салон проникают животные. Самолёт совершает вынужденную посадку в Чикаго, где разговор с нарушителями проводит их главный ненавистник — воздушный маршал Джеймс Сакс. Они сбегают на такси и оказываются «в двух с половиной часах от Майами самолётом». Сакс опять находит их в техасском баре, откуда бурундуки с Майлзом тоже сбегают. Своими способностями они зарабатывают деньги и уже скоро оказываются на джаз-параде Нового Орлеана. Об этом узнаёт Дэйв. Они встречаются в аэропорту и едут в Майами, взяв машину напрокат. Дэйв должен успеть на релиз альбома своей коллеги Эшли Грей.
Саманта и Дэйв отправляются на судьбоносный ужин. Бурундуки сами не заметили, как привыкли к Майлзу. Казалось бы, всё хорошо. Но неожиданно для всех выясняется, что Элвин всё-таки украл кольцо. Обиженный Майлз уходит и его чуть не сбивает машина, но его жизнь спас Теодор. Они возвращаются за кольцом и отправляются в ресторан. Избавившись от воздушного маршала, они понимают, что совершили роковую ошибку. Это было не кольцо Дэйва. Он привёз его в Майами для своего звукорежиссёра Барри. Бурундуки опять разочаровывают Дэйва. Желая исправить ошибку, они прибегают к помощи бурундушек, которые на данный момент являются судьями шоу «Американский идол». Перед выступлением Эшли бурундуки извиняются перед Барри и Дэйвом и исполняют песню, написанную Майлзом.
Все отправляются в Лос-Анджелес. Дэйв привозит бурундуков в суд, где проходит процесс усыновления. Вернувшись домой, Дэйв видит, что квартира уничтожена, так как ребята, уезжая из Лос-Анджелеса, подменили себя дикими белками в нарядах с кукол Элвина, Саймона и Теодора. Фильм заканчивается коронной фразой Дэйва: «Элвин!!!».

## В ролях
- Джейсон Ли — Девид «Дэйв» Севилл
- Тони Хейл — Агент Джеймс Сакс
- Кимберли Уильямс-Пейсли — Саманта
- Джош Грин — Майлс
- Белла Торн — Эшли
- Джастин Лонг — Элвин Севилл (озвучка)
- Мэттью Грей Гублер — Саймон Севилл (озвучка)
- Джесси Маккартни — Теодор Севилл (озвучка)
- Кейли Куоко — Элеонора (озвучка)
- Анна Фэрис — Джанетт (озвучка)
- Кристина Эпплгейт — Бриттани (озвучка)
- Стэфан Кэндал Горди — камео
- Лора Марано — няня в отеле
- Эдди Стиплз — Барри
- Джереми Рэй Тейлор — мальчик

## Производство
Съёмки начались 16 марта 2015 года и завершились 20 мая 2015 года.

## Прокат
В Австралии и Новой Зеландии фильм вышел на экраны 26 декабря 2015 года, в России — 14 января 2016 года, в Эквадоре и Монголии — 15 января 2016 года.

## Критика
На сайте Rotten Tomatoes фильм имеет рейтинг одобрения 15 % на основе 67 рецензий и среднюю оценку 3,42/10. Критический консенсус сайта гласит: «В некоторых отношениях „Элвин и бурундуки 4“ представляет собой незначительное улучшение по сравнению с предыдущими частями, хотя это никоим образом не считается его рекомендацией». На Metacritic фильм получил оценку 33 из 100 по мнению 21 критика, что указывает на «в целом неблагоприятные отзывы». Аудитория, опрошенная CinemaScore, поставила фильму среднюю оценку «А-» по шкале от A+ до F.

## Саундтреки
- Sheppard — Geronimo
- Bruno Mars — Uptown funk